# Lennoaceae
Famille
Classification APG II (2003)
Classification APG III (2009)
Classification APG IV (2016)
La famille des Lennoacées regroupe des plantes dicotylédones. 
En classification classique de Cronquist (1981) elle comprend 5 espèces réparties en 3 genres. 
Ce sont des plantes herbacées sans chlorophylle, à feuilles réduites à des écailles, parasites, des régions tempérées à subtropicales, que l'on rencontre au sud-ouest des États-Unis, au Mexique et en Colombie.
La classification phylogénétique APG II (2003), classification phylogénétique APG III (2009) et classification phylogénétique APG IV (2016) incorporent ces plantes, comme la sous-famille Lennooideae, dans les Boraginacées.
Il semble que de nombreux sites (BioLib, GRIN, NCBI, Tropicos) recommencent à considérer Lennoaceae comme une famille valide.

## Liste des genres
Selon DELTA Angio (19 juil. 2010) :
- genre Ammobroma
- genre Lennoa
- genre Pholisma

Selon ITIS (19 juil. 2010) :
- genre Ammobroma J. Torrey, 1864
- genre Pholisma Nutt. ex Hook.